# Stanisław Baran
Stanisław Baran (Góra Ropczycka, 1920. április 20. – Łódź, 1993. május 12.), lengyel válogatott labdarúgó. 
A lengyel válogatott tagjaként részt vett az 1938-as világbajnokságon. A kor egyik legtehetségesebb játékosaként tartották számon, a második világháború azonban néhány évre megakasztotta a pályafutását.

## Pályafutása

### Klubcsapatokban
A Resovia Rzeszów együttesében kezdődött a pályafutása. Ezután a Warszawiankához igazolt, ahol 25 mérkőzésen 9 gólt szerzett. 1945-ben az ŁKS Łódź-ba került, de még ebben az évben a Lechia Gdańsk játékosa lett. 1946-ban visszakerült a Łódźhoz, ahol tovább 12 évet töltött el, és 1958-ban lengyel bajnok lett.

### A válogatottban
Az 1938-as világbajnokság alatt tartalék volt, és nem lépett pályára egy mérkőzésen sem. A lengyel válogatottban 1939. augusztus 27-én debütált Varsóban a Magyarország elleni mérkőzésen (4–2). Ez volt a lengyel csapat utolsó meccse a második világháború kitörése előtt. Utolsó mérkőzését a válogatottban Varsóban játszotta 1950. június 4-én szintén a magyar válogatott ellen (2–5) lépett pályára. Pályafutása során 9 mérkőzésen szerepelt a nemzeti együttesben.

## Sikerei, díjai
ŁKS Łódź
- Lengyel bajnok (1): 1958

## Fordítás
- Ez a szócikk részben vagy egészben  a   Stanisław Baran (piłkarz) című lengyel Wikipédia-szócikk ezen változatának fordításán alapul.  Az eredeti cikk szerkesztőit annak laptörténete sorolja fel. Ez a jelzés csupán a megfogalmazás eredetét és a szerzői jogokat jelzi, nem szolgál a cikkben szereplő információk forrásmegjelöléseként.